# آشتونگ پنزر: کارکف ۱۹۴۳
آشتونگ پنزر: کارکف ۱۹۴۳ (به انگلیسی: Achtung Panzer: Kharkov 1943) یک بازی ویدیویی استراتژی هم‌زمان است که به دست استودیوی اوکراینی گراویتیم (به لاتین: Graviteam) ساخته و به دست پارادوکس اینتراکتیو منشتر شده‌است.